# Fontaine-Saint-Lucien

Fontaine-Saint-Lucien este o comună în departamentul Oise, Franța. În 1 ianuarie 2022 avea o populație de 176 de locuitori.